# Анфим Иверский

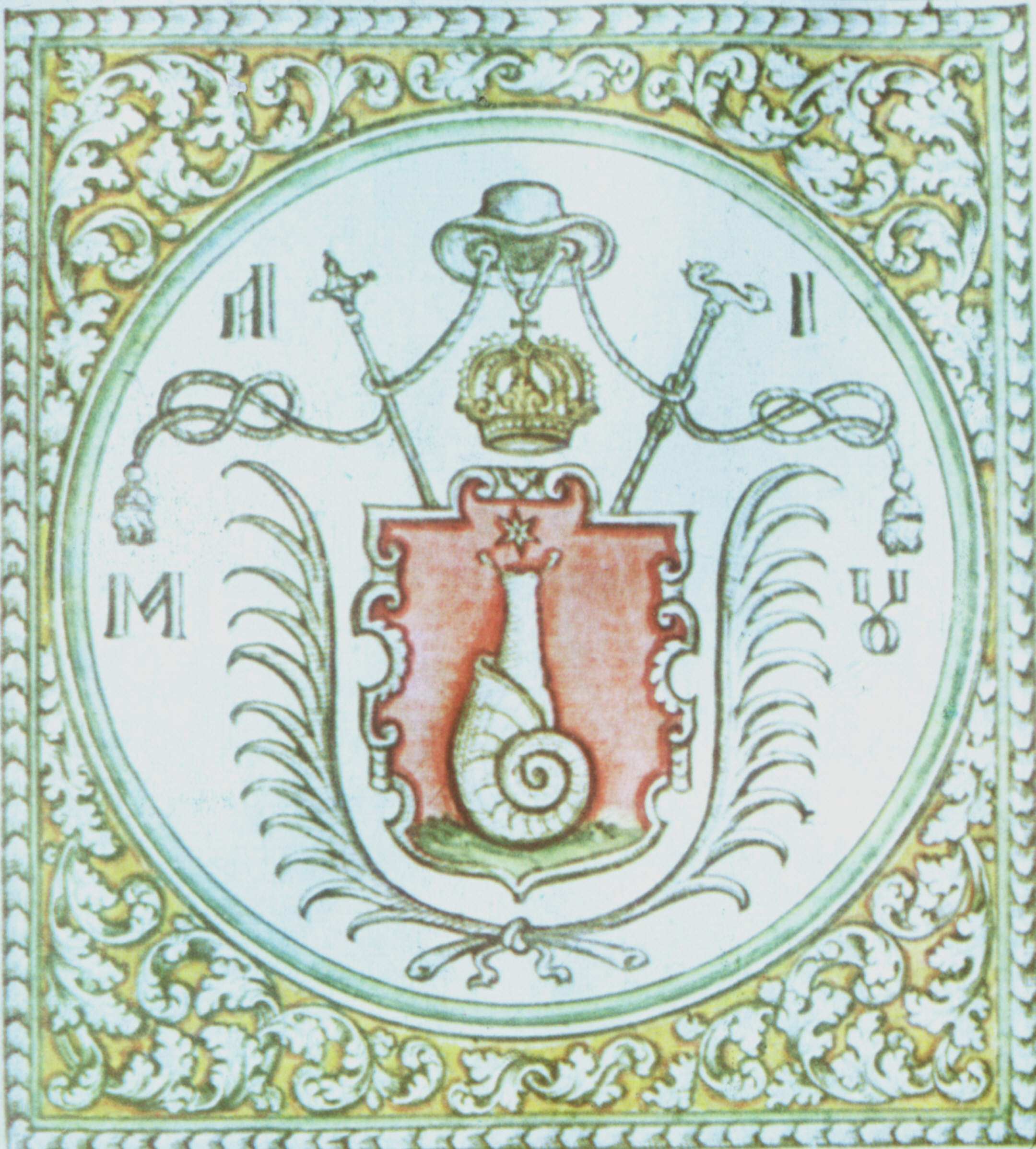
Герб Анфима Иверийского

Анфим Иверский (Анфим Ивериянин, груз. ანთიმოზ ივერიელი Антимоз Ивериэли, рум. Antim Ivireanul, в миру Андрей; ок. 1650, Иверия — сентябрь/октябрь 1716, Адрианополь) — епископ Константинопольской православной церкви, митрополит Унгро-Валахийский, священномученик. Память 14 сентября, в Грузинской церкви 13 июня, в Русской церкви 10 октября.
Был одним из самих просвещённых людей Валахии своего времени, владел многими языками — грузинским, греческим, румынским, церковнославянским, арабским, турецким. Был сведущ в богословии, литературе и природоведении. Он был необыкновенно одарённым и блистательным знатоком во всех областях искусства. Был известен как великолепный каллиграф, мастер по резьбе на дереве и талантливый скульптор. Был писателем реформатором литературного румынского языка и признанным оратором.

## Биография

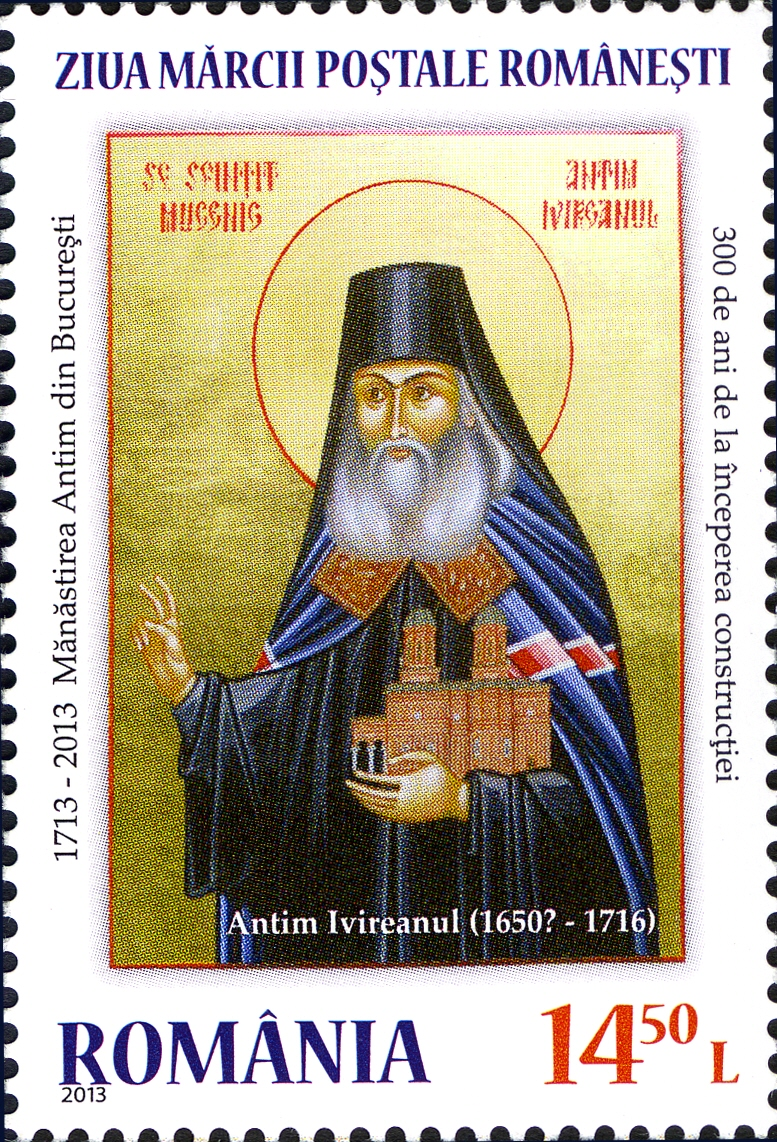
Анфим Иверский на почтовой марке Румынии. 2013 г.

Родился в 1650 году в Самцхе (Южная Грузия). Разносторонне одарённый юноша сопровождал царевича Арчила в России и плодотворно помогал в создании грузинской типографии. Возвращающегося из России Анфима пленили дагестанские разбойники и продали в рабство.
Патриарх Иерусалимский Досифей II выкупил его из рабства на стамбульском невольничьем рынке и оставил при себе. Получил основательное образование при Патриаршем дворе в Иерусалиме, где, овладел в совершенстве греческим, турецким и арабским языками, стал переводчиком и мастером типографского дела. Предположительно в это время он принимает монашеский постриг с именем Анфим и сан иеромонаха.
В 1689 году по рекомендации Патриарха Досифея II господарь Константин Брынковяну приглашает Анфима в Бухарест как искусного мастера-типографа. В этом качестве он изучил изучил румынский и церковнославянский языки. В 1691 году становится руководителем господарской типографии. Здесь в том же году была напечатана первая книга Анфима — перевод с древнегреческого на новогреческий «Советов Василия Македонянина своему сыну Льву».
В 1694 году был назначен игуменом Снаговского монастыря, где основал собственную типографию и напечатал Псалтирь (1694), Евангелие (1697) и другие книги.
В 1701—1705 годы снова работал в типографии Бухареста.
16 марта 1705 года архимандрита Анфима, «избранного из избранных настоятелей Влахии», рукоположили во епископа Рымникского.
28 января 1708 года переведён на должность митрополита Унгро-Валахийского.
в 1709 году в своей новой резиденции в Тырговиште основал типографию.
В 1713—1715 годы по инициативе митрополита Анфима в Бухаресте был основан монастырь во имя всех святых, который стали называть «Анфимовым». Здесь он составил устав монастыря: «Поучение для устроения честного монастыря Всех святых» в 32 главах, расписал дверь и окна монастыря пышными орнаментами, сочетающими грузинские и румынские черты, а также создал несколько скульптур для иконостаса монастырского собора. В общей сложности под непосредственным руководством митрополита Анфима в Валахии было построено более двадцати церквей и монастырей.
В 1714 году турки казнили господаря Константина Брынковяну, а в 1716 году — последнего господаря Валахии — Стефана Кантакузена, и на трон посадили фанариота Николая Маврокордата. В эти тяжёлые времена Анфим Иверский сплотил вокруг себя группу Валахских бояр-патриотов, целью которых было освобождение родины от господства турок и фанариотов. Заподозрив неладное, Николай Маврокордат приказал Анфиму добровольно отказаться от сана митрополита. Когда Анфим не подчинился, Маврокордат обратился с жалобой к Константинопольскому Патриарху Иеремии III. Собор епископов, на котором не присутствовал никто из румынского духовенства, утвердил «заговорщика и революционного подстрекателя восстания» предать анафеме, отлучить от церкви и объявить недостойным монашеского сана.
Николай Маврокордат, не удовлетворившись лишением Анфима сана и монашества, приговорил его к пожизненному заключению в Монастырь святой Екатерины на Синай. Боясь народного недовольства, его глубокой ночью вывезли из города.
14 сентября 1716 года по тайному приказу турецких властей, невдалеке от Галлиполи, на берегу реки Дульчия, протекающей по Адрианополю, турецкие янычары зарубили его и сбросили его раскромсанные останки в реку. (По другим данным, этой рекой была либо Марица, либо Тунджа на территории современной Болгарии.)

## Память
В 1992 году Румынская Церковь причислила Анфима Иверского к лику святых и днём его памяти постановила 14 сентября, день его мученической кончины. Грузинская Церковь поминает Анфима Иверского 13 июня.
О жизни святого в Грузии снят художественный фильм. Его именем назван переулок в Старом городе (район площади Ираклия II)в Тбилиси.
7 марта 2018 года решением Священного синода Русской православной церкви Анфим Иверский включён в месяцеслов Русской православной церкви.